# Adelphochernes
Adelphochernes är ett släkte av spindeldjur. Adelphochernes ingår i familjen blindklokrypare.
Kladogram enligt Catalogue of Life:
| Adelphochernes | \| \| Adelphochernes mindanensis \| \| \| \| \| \| Adelphochernes mindoroensis \| \| \| \| |
|                | \| \| Adelphochernes mindanensis \| \| \| \| \| \| Adelphochernes mindoroensis \| \| \| \| |
|                | Adelphochernes mindanensis                                                                 |
|                |                                                                                            |
|                | Adelphochernes mindoroensis                                                                |
|                |                                                                                            |